# Home Sweet Home (film 1917)
Home Sweet Home è un film muto del 1917 diretto da Wilfred Noy.

## Trama
Un agricoltore torna alla sua vecchia vita di città e, involontariamente, provoca la rovina di suo figlio.

## Produzione
Il film fu prodotto dalla Clarendon.

## Distribuzione
Distribuito dalla Harma Photoplays, il film - un mediometraggio in quattro bobine - uscì nelle sale cinematografiche britanniche nel marzo 1917.